# Makromolekula
Makromolekule (polimerne molekule) su dugački lanci molekula od kojeg su građeni plastika i guma. Materijali koji imaju sastav makromolekula nazivaju se polimeri.
Prirodni polimeri- kaučuk, smola, vuna, svila, celuloza...
Umjetni ili sintetski polimeri- sirovine (nafta, ugljen, sol, prirodni plin, vapnenac, masti...), prolazak kroz polimerizaciju (kemijski proces), polimerizat (sintetska polimerna tvar), dodavanje dodataka i punila, polimerni materijali (poluproizvod: prah, granula, lakovi...).